# Eva Bačlija
Eva Bačlija (Subotica, 1952. - Subotica, 25. ožujka 2019.), vojvođanska novinarka

## Životopis
Rođena je u Subotici 1952.godine. Svoje prve tekstove objavila je u Subotičkim novinama u kojima je zaposlena od 1976. godine, a u ovoj medijskoj kući provela je najveći dio karijere. Poslije je nastavila s radom u tjedniku Subotičkima. U Subotičkima je bila članica uredništva. Zadnju fazu novinarske profesinalne karijere imala je u Bunjevačkim novinama, odakle je otišla u mirovinu.
Kao novinarka, obrađivala je teme iz više područja.  Uz posao novinarke, svoju kreativnost pokazala je i u izradi više monografija i sličnih izdanja. Autorica je i urednica monografije Kolevka ljulja srcem. Radila je i kao lektorica u Subotičkim novinama, Sportskim subotičkim novinama i Bunjevačkim novinama, a bila je i lektorica više izdanja raznih subotičkih autora. Umrla je u rodnoj Subotici 25. ožujka 2019. godine. Pokopana je 27. ožujka na Kerskom groblju u Subotici.